# Athlétisme aux Jeux paralympiques d'été de 2000
Navigation
Atlanta 1996 Athènes 2004
Les épreuves d'athlétisme des Jeux paralympiques d'été de 2000 ont eu lieu du 18 octobre 2000 au 29 octobre 2000 au Stadium Australia. 

## Médaillés

### Hommes

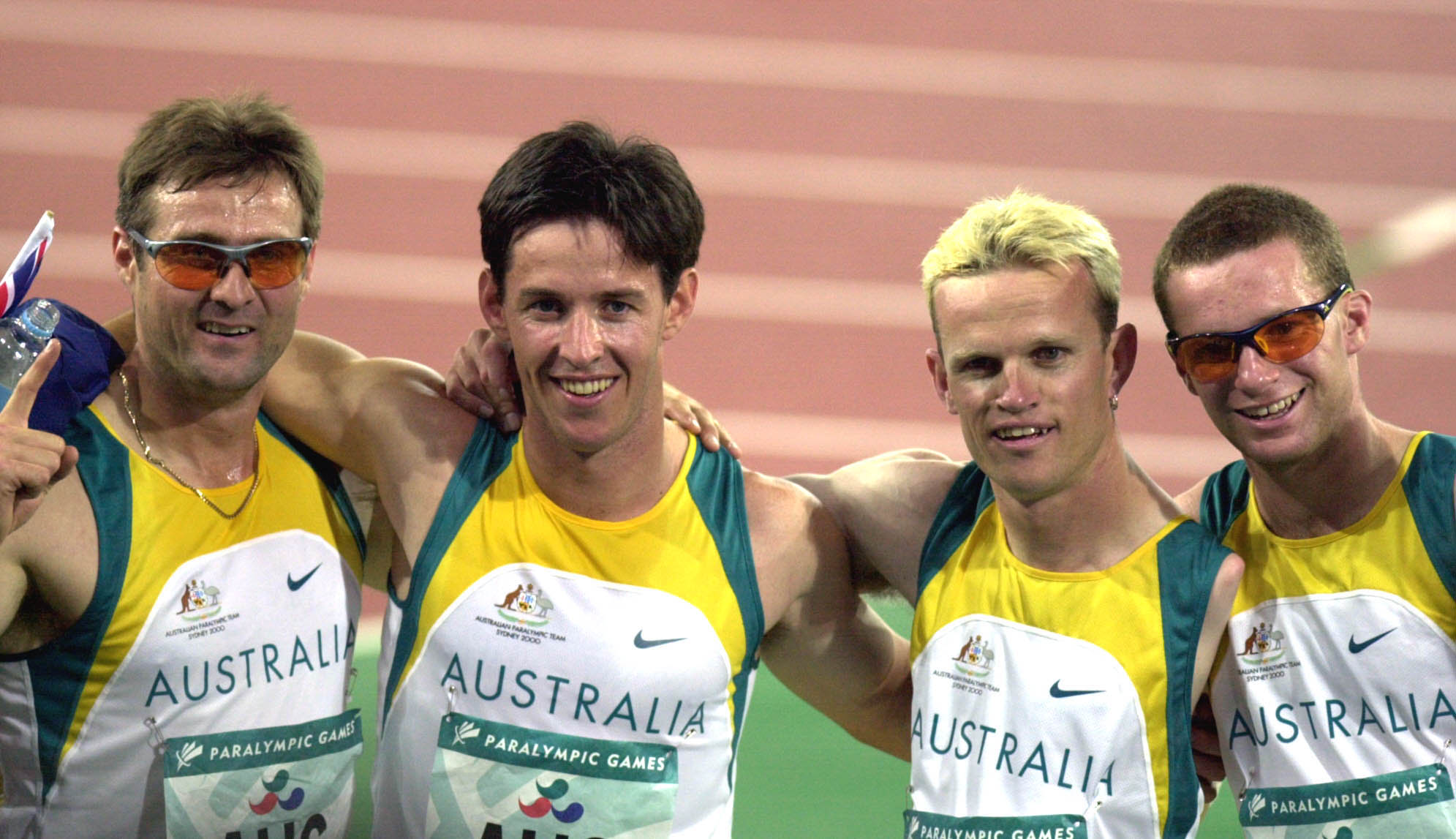
Les Australiens Neil Fuller, Stephen Wilson, Tim Matthews et Heath Francis champions paralympiques du relais 4 x 400 m T46.

| Épreuve               | Or                                                                         | Argent                                                                                    | Bronze                                                                         |
| --------------------- | -------------------------------------------------------------------------- | ----------------------------------------------------------------------------------------- | ------------------------------------------------------------------------------ |
| 100 m T11             | Lorenzo Ricci (ITA)                                                        | Petr Novak (CZE)                                                                          | Oleksandr Ivanyukhin (UKR)                                                     |
| 100 m T12             | Li Qiang (CHN)                                                             | Igor Pashchenko (UKR)                                                                     | Gabriel Potra (POR)                                                            |
| 100 m T13             | Nathan Meyer (RSA)                                                         | André Andrade (BRA)                                                                       | Aldo Manganaro (ITA)                                                           |
| 100 m T20             | José António Exposito (ESP)                                                | Juan Lopez (ESP)                                                                          | Andrew Newell (AUS)                                                            |
| 100 m T34             | Ross Davis (USA)                                                           | Jason Lachance (CAN)                                                                      | Kazuya Maeba (JPN)                                                             |
| 100 m T35             | Lloyd Upsdell (GBR)                                                        | Roman Dzyuba (UKR)                                                                        | Richard White (GBR)                                                            |
| 100 m T36             | Wa Wai So (HKG)                                                            | Serhiy Norenko (UKR)                                                                      | Andriy Zhyltsov (UKR)                                                          |
| 100 m T37             | Mohamed Allek (ALG)                                                        | Peter Haber (GER)                                                                         | Matt Slade (NZL)                                                               |
| 100 m T38             | Timothy Sullivan (AUS)                                                     | Mikhail Popov (RUS)                                                                       | Stephen Payton (GBR)                                                           |
| 100 m T42             | Earle Connor (CAN)                                                         | Lukas Christen (SUI)                                                                      | Andriy Danylov (UKR)                                                           |
| 100 m T44             | Marlon Shirley (USA)                                                       | Brian Frasure (USA)                                                                       | Neil Fuller (AUS)                                                              |
| 100 m T46             | Elliot Mujaji (ZIM)                                                        | Haichen Liang (CHN)                                                                       | Tim Matthews (AUS)                                                             |
| 100 m T52             | Paul Nitz (USA)                                                            | Salvador Hernandez (MEX)                                                                  | André Beaudoin (CAN)                                                           |
| 100 m T53             | John Lindsay (AUS)                                                         | Sopa Intasen (THA)                                                                        | Hamad Aladwani (KUW)                                                           |
| 100 m T54             | Geoff Trappett (AUS)                                                       | Hakan Ericsson (SWE)                                                                      | David Holding (GBR)                                                            |
| 200 m T11             | Enrique Sanchez-Guijo (ESP)                                                | Firmino Baptista (POR)                                                                    | Júlio Requena (ESP)                                                            |
| 200 m T12             | Gabriel Potra (POR)                                                        | Li Qiang (CHN)                                                                            | Igor Pashchenko (UKR)                                                          |
| 200 m T13             | Nathan Meyer (RSA)                                                         | André Andrade (BRA)                                                                       | Ricardo Santana (VEN)                                                          |
| 200 m T34             | Jason Lachance (CAN)                                                       | Kazuya Maeba (JPN)                                                                        | Ross Davis (USA)                                                               |
| 200 m T35             | Lloyd Upsdell (GBR)                                                        | Roman Dzyuba (UKR)                                                                        | Richard White (GBR)                                                            |
| 200 m T36             | Wa Wai So (HKG)                                                            | Serhiy Norenko (UKR)                                                                      | Ahmed Saif Zaal Abu Muhair (UAE)                                               |
| 200 m T37             | Mohamed Allek (ALG)                                                        | Matt Slade (NZL)                                                                          | Ahmed Hassan Mahmoud (EGY)                                                     |
| 200 m T38             | Timothy Sullivan (AUS)                                                     | Mikhail Popov (RUS)                                                                       | Stephen Payton (GBR)                                                           |
| 200 m T42             | Lukas Christen (SUI)                                                       | Earle Connor (CAN)                                                                        | Andriy Danylov (UKR)                                                           |
| 200 m T44             | Neil Fuller (AUS)                                                          | Roderick Green (USA)                                                                      | Marcus Ehm (GER)                                                               |
| 200 m T46             | Sébastien Barc (FRA)                                                       | Heath Francis (AUS)                                                                       | Tim Matthews (AUS)                                                             |
| 200 m T51             | Bart Dodson (USA)                                                          | Mikkel Gaarder (NOR)                                                                      | Alvise De Vidi (ITA)                                                           |
| 200 m T52             | Salvador Hernandez (MEX)                                                   | André Beaudoin (CAN)                                                                      | Dean Bergeron (CAN)                                                            |
| 200 m T53             | Pierre Fairbank (FRA)                                                      | Christopher Waddell (USA)                                                                 | John Lindsay (AUS)                                                             |
| 200 m T54             | Supachai Koysub (THA)                                                      | Claude Issorat (FRA)                                                                      | Hakan Ericsson (SWE)                                                           |
| 400 m T11             | Carlos Lopes (POR)                                                         | Luís Bullido (ESP)                                                                        | Aladji Ba (FRA)                                                                |
| 400 m T12             | Li Qiang (CHN)                                                             | Daniel Wozniak (POL)                                                                      | Oleg Chepel (BLR)                                                              |
| 400 m T13             | Royal Mitchell (USA)                                                       | Riaan Liebenberg (RSA)                                                                    | José Alves (POR)                                                               |
| 400 m T20             | Juan Lopez (ESP)                                                           | Allan Stuart (GBR)                                                                        | Andrew Newell (AUS)                                                            |
| 400 m T34             | Kazuya Maeba (JPN)                                                         | Jason Lachance (CAN)                                                                      | Ross Davis (USA)                                                               |
| 400 m T36             | Wa Wai So (HKG)                                                            | Ahmed Saif Zaal Abu Muhair (UAE)                                                          | Serhiy Norenko (UKR)                                                           |
| 400 m T37             | Mohamed Allek (ALG)                                                        | Ahmed Hassan Mahmoud (EGY)                                                                | Lamouri Rahmouni (FRA)                                                         |
| 400 m T38             | Timothy Sullivan (AUS)                                                     | Stephen Payton (GBR)                                                                      | Malcolm Pringle (RSA)                                                          |
| 400 m T44             | Neil Fuller (AUS)                                                          | Marcus Ehm (GER)                                                                          | Roderick Green (USA)                                                           |
| 400 m T46             | Heath Francis (AUS)                                                        | Antônio Souza (BRA)                                                                       | Danny Crates (GBR)                                                             |
| 400 m T51             | Fabian Blattman (AUS)                                                      | Alvise De Vidi (ITA)                                                                      | Bart Dodson (USA)                                                              |
| 400 m T52             | Salvador Hernandez (MEX)                                                   | Naseib Obaid Sebait Araidat (UAE)                                                         | Dean Bergeron (CAN)                                                            |
| 400 m T53             | Jung Hoon Moon (KOR)                                                       | Pierre Fairbank (FRA)                                                                     | Charles Tolle (FRA)                                                            |
| 400 m T54             | Claude Issorat (FRA)                                                       | Jeff Adams (CAN)                                                                          | Ernst van Dyk (RSA)                                                            |
| 800 m T12             | Cesar Carlavilla (ESP)                                                     | Abel Avila (ESP)                                                                          | Paul Fernand Kra Koffi (CIV)                                                   |
| 800 m T13             | Maher Bouallègue (TUN)                                                     | Tim Prendergast (NZL)                                                                     | Stuart McGregor (CAN)                                                          |
| 800 m T36             | Ivan Hompanera (ESP)                                                       | Yong Jin Choi (KOR)                                                                       | Danylo Seredin (UKR)                                                           |
| 800 m T38             | Malcolm Pringle (RSA)                                                      | Valeriy Stepanskoy (RUS)                                                                  | Stephen Cooper (GBR)                                                           |
| 800 m T44             | Danny Andrews (USA)                                                        | Gilberto Alavez (MEX)                                                                     | Joseph LeMar (USA)                                                             |
| 800 m T46             | Oumar Basakoulba Koné (CIV)                                                | José Monteiro (POR)                                                                       | José Fernandez (ESP)                                                           |
| 800 m T51             | Alvise De Vidi (ITA)                                                       | Tim Johansson (SWE)                                                                       | Fabian Blattman (AUS)                                                          |
| 800 m T52             | Greg Smith (AUS)                                                           | Richard Reelie (CAN)                                                                      | Santiago Sanz (ESP)                                                            |
| 800 m T53             | Heinz Frei (SUI)                                                           | Jun Hiromichi (JPN)                                                                       | Pierre Fairbank (FRA)                                                          |
| 800 m T54             | Jeff Adams (CAN)                                                           | Kurt Fearnley (AUS)                                                                       | Saúl Mendoza (MEX)                                                             |
| 1500 m T11            | Paulo de Almeida Coelho (POR)                                              | Jason Dunkerley (CAN)                                                                     | Pedro Delgado (ESP)                                                            |
| 1500 m T12            | Cesar Carlavilla (ESP)                                                     | Darren Westlake (GBR)                                                                     | Oscar Serrano (ESP)                                                            |
| 1500 m T13            | Maher Bouallègue (TUN)                                                     | Tim Prendergast (NZL)                                                                     | Said Gomez (PAN)                                                               |
| 1500 m T20            | Paul Mitchell (AUS)                                                        | Ihor Bodnar (UKR)                                                                         | Tadeusz Chudzynski (POL)                                                       |
| 1500 m T36            | Yong Jin Choi (KOR)                                                        | Danylo Seredin (UKR)                                                                      | Jesus Gonzalez (ESP)                                                           |
| 1500 m T37            | Andrzej Wrobel (POL)                                                       | Dana Zimmerman (USA)                                                                      | Benny Govaerts (BEL)                                                           |
| 1500 m T46            | Robert De Friese Evans (USA)                                               | Emmanuel Lacroix (FRA)                                                                    | Yanjian Wu (CHN)                                                               |
| 1500 m T51            | Alvise De Vidi (ITA)                                                       | Fabian Blattman (AUS)                                                                     | Giuseppe Forni (SUI)                                                           |
| 1500 m T52            | Greg Smith (AUS)                                                           | Per Vesterlund (SWE)                                                                      | Christoph Etzlstorfer (AUT)                                                    |
| 1500 m T54            | Jeff Adams (CAN)                                                           | Franz Nietlispach (SUI)                                                                   | Robert Figl (GER)                                                              |
| 5000 m T11            | Henry Wanyoike (KEN)                                                       | Robert Matthews (GBR)                                                                     | Nicolas Ledezma (MEX)                                                          |
| 5000 m T12            | Noel Thatcher (GBR)                                                        | Moisés Beristain (MEX)                                                                    | Diosmany Santana (CUB)                                                         |
| 5000 m T13            | Maher Bouallègue (TUN)                                                     | Said Gomez (PAN)                                                                          | Kestutis Bartkenas (LTU)                                                       |
| 5000 m T38            | Ivan Hompanera (ESP)                                                       | Benny Govaerts (BEL)                                                                      | Ales Svehlik (CZE)                                                             |
| 5000 m T46            | Robert De Friese Evans (USA)                                               | Javier Conde (ESP)                                                                        | Yanjian Wu (CHN)                                                               |
| 5000 m T52            | Greg Smith (AUS)                                                           | Santiago Sanz (ESP)                                                                       | Richard Reelie (CAN)                                                           |
| 5000 m T54            | Prawat Wahoram (THA)                                                       | Alexei Ivanov (RUS)                                                                       | Jeff Adams (CAN)                                                               |
| 10000 m T11           | Robert Matthews (GBR)                                                      | Carlos Amaral Ferreira (POR)                                                              | Tim Willis (USA)                                                               |
| 10000 m T12           | Moisés Beristain (MEX)                                                     | Diosmany Santana (CUB)                                                                    | Noel Thatcher (GBR)                                                            |
| 10000 m T54           | Prawat Wahoram (THA)                                                       | Franz Nietlispach (SUI)                                                                   | Heinz Frei (SUI)                                                               |
| Marathon T11          | Carlos Amaral Ferreira (POR)                                               | Robert Matthews (GBR)                                                                     | Carlo Durante (ITA)                                                            |
| Marathon T12          | Waldemar Kikolski (POL)                                                    | Stephen Brunt (GBR)                                                                       | Moises Beristain (MEX)                                                         |
| Marathon T13          | Ildar Pomykalov (RUS)                                                      | Anton Sluka (SVK)                                                                         | Roy Daniell (AUS)                                                              |
| Marathon T46          | Javier Conde (ESP)                                                         | Mark Brown (GBR)                                                                          | Michael Keohane (USA)                                                          |
| Marathon T51          | Alvise De Vidi (ITA)                                                       | Heinrich Koeberle (GER)                                                                   | Thorsten Oppold (GER)                                                          |
| Marathon T52          | Clayton Gerein (CAN)                                                       | Christoph Etzlstorfer (AUT)                                                               | Thomas Geierspichler (AUT)                                                     |
| Marathon T54          | Franz Nietlispach (SUI)                                                    | Krige Schabort (RSA)                                                                      | Heinz Frei (SUI)                                                               |
| Relais 4 × 100 m T13  | Italie Matteo Tassetti Aldo Manganaro Mauro Porpora Lorenzo Ricci          | Japon Shigeki Yano Tadashi Hoshino Koji Saito Koichi Takada                               | Espagne Juan António Prieto Enrique Sanchez-Guijo Juan Viedma Júlio Requena    |
| Relais 4 × 100 m T38  | Australie Darren Thrupp Adrian Grogan Kieran Ault-Connell Timothy Sullivan | Grande-Bretagne Stephen Payton Michael Churm Lloyd Upsdell Stephen Cooper Stephen Herbert | Hong Kong Wa Wai So Kwok Pang Chao Shing Chung Chan Yiu Cheung Cheung          |
| Relais 4 × 100 m T46  | Australie Stephen Wilson Neil Fuller Tim Matthews Heath Francis            | France Sébastien Barc Serge Ornem Dominique André Xavier Le Draoullec                     | Allemagne Martin Horn Georg Meyer Marcus Ehm Reinhold Boetzel                  |
| Relais 4 × 100 m T54  | Thaïlande Sopa Intasen Supachai Koysub Ampai Sualuang Prasitdhi Thongchuen | Australie John Lindsay Paul Nunnari Kurt Fearnley Geoff Trappett                          | Canada Jeff Adams Barry Patriquin Mathieu Blanchette Mathieu Parent            |
| Relais 4 × 400 m T13  | Portugal Carlos Lopes José Alves José Gameiro Gabriel Potra                | Espagne Cesar Carlavilla Pedro Delgado Luis Bullido Ignacio Avila                         | Biélorussie Viktar Zhukouski Oleg Chepel Vasili Shaptsiaboi Aliaksandr Batsian |
| Relais 4 × 400 m T38  | Australie Darren Thrupp Adrian Grogan Kieran Ault-Connell Timothy Sullivan | France Lamouri Rahmouni Pedro Zamorano Pierre Francois Corosine Laurent Escurat           | Hong Kong Shing Chung Chan Kwok Pang Chao Wa Wai So Yiu Cheung Cheung          |
| Relais 4 × 400 m T46  | Australie Tim Matthews Stephen Wilson Neil Fuller Heath Francis            | Espagne José Fernandez David Barrallo Juan Martinez Marcos Francisco Duenas               | France Sébastien Barc Xavier Ledraoullec Emmanuel Lacroix Dominique André      |
| Relais 4 × 400 m T54  | France Joel Jeannot Charles Tolle Philippe Couprie Claude Issorat          | Thaïlande Prasitdhi Thongchuen Sopa Intasen Ampai Sualuang Supachai Koysub                | Allemagne Steffen Woischnik Drazen Boric Ralph Brunner Robert Figl             |
| Lancer de massue F51  | Stephen Miller (GBR)                                                       | Takefumi Anryo (JPN)                                                                      | Ahmed Kamal (BHR)                                                              |
| Lancer du disque F11  | Alfonso Fidalgo (ESP)                                                      | Jorge Godoy (ARG)                                                                         | Willibald Monschein (AUT)                                                      |
| Lancer du disque F12  | Russell Short (AUS)                                                        | Rolandas Urbonas (LTU)                                                                    | Yury Buchkou (BLR)                                                             |
| Lancer du disque F13  | Oleksandr Yasynovyy (UKR)                                                  | Hai Tao Sun (CHN)                                                                         | France Gagne (CAN)                                                             |
| Lancer du disque F33  | Christopher Martin (GBR)                                                   | Roman Musil (CZE)                                                                         | Jeffrey Lauterbach (USA)                                                       |
| Lancer du disque F34  | Stephen Eaton (AUS)                                                        | Andreas Mueller (GER)                                                                     | Dan West (GBR)                                                                 |
| Lancer du disque F35  | Thierry Cibone (FRA)                                                       | Kyle Pettey (CAN)                                                                         | Paul Williams (GBR)                                                            |
| Lancer du disque F36  | Milan Kubala (CZE)                                                         | Willem Noorduin (NED)                                                                     | Hossein Agha-Barghchi (IRN)                                                    |
| Lancer du disque F37  | Robert Chyra (POL)                                                         | Tarek Hussein (EGY)                                                                       | Anderson Santos (BRA)                                                          |
| Lancer du disque F38  | James Shaw (CAN)                                                           | Roman Kolek (CZE)                                                                         | Brian Harvey (AUS)                                                             |
| Lancer du disque F42  | Fanie Lombaard (RSA)                                                       | Gino de Keersmaeker (BEL)                                                                 | Viktar Khilmonchyk (BLR)                                                       |
| Lancer du disque F44  | Shawn Brown (USA)                                                          | Daniel Greaves (GBR)                                                                      | Lutovico Halagahu (FRA)                                                        |
| Lancer du disque F51  | Tom Leahy (IRL)                                                            | Ayman Al Heddi (BHR)                                                                      | Stephen Miller (GBR)                                                           |
| Lancer du disque F52  | Ghader Modabber (IRN)                                                      | Horácio Bascioni (ARG)                                                                    | Aigars Apinis (LAT)                                                            |
| Lancer du disque F53  | Abdolreza Jokar (IRN)                                                      | Atef Al-Dousari (KUW)                                                                     | Gabriel Diaz de Leon (USA)                                                     |
| Lancer du disque F54  | Mokhtar Nourafshan (IRN)                                                   | Frantisek Purgl (CZE)                                                                     | Gustavo Ariosa (CUB)                                                           |
| Lancer du disque F55  | Martin Němec (CZE)                                                         | Jacques Martin (CAN)                                                                      | Symeon Paltsanitidis (GRE)                                                     |
| Lancer du disque F56  | Mohammad Sadeghi Mehryar (IRN)                                             | Dariush Namvar (IRN)                                                                      | Joseph Christmas (USA)                                                         |
| Lancer du disque F57  | Aref Khosravinia (IRN)                                                     | Ibrahim Ali (EGY)                                                                         | Hossam Abd Ellatif (EGY)                                                       |
| Lancer du disque F58  | Mahmoud Elatar (EGY)                                                       | Metawa Abou Elkhair (EGY)                                                                 | Tahar Lachheb (TUN)                                                            |
| Saut en hauteur F12   | Ruslan Sivitski (BLR)                                                      | Leszek Reut (POL)                                                                         | Oleg Chepel (BLR)                                                              |
| Saut en hauteur F20   | Wissam Ben Bahri (TUN)                                                     | Parashos Stogiannidis (GRE)                                                               | Hein Seyerling (RSA)                                                           |
| Saut en hauteur F42   | Bin Hou (CHN)                                                              | Wei Zhong Guo (CHN)                                                                       | Gunther Belitz (GER)                                                           |
| Saut en hauteur F46   | Yancong Wu (CHN)                                                           | Marlon Shirley (USA)                                                                      | David Roos (RSA)                                                               |
| Lancer du javelot F11 | Siegmund Hegeholz (GER)                                                    | Rayk Haucke (GER)                                                                         | Mineho Ozaki (JPN)                                                             |
| Lancer du javelot F12 | Miroslaw Pych (POL)                                                        | Aliaksandr Tryputs (BLR)                                                                  | Heindrich Swanepol (GBR)                                                       |
| Lancer du javelot F13 | Chih Chung Chiang (TPE)                                                    | France Gagne (CAN)                                                                        | Hai Tao Sun (CHN)                                                              |
| Lancer du javelot F20 | Anton Flavel (AUS)                                                         | Jesús Lucero (MEX)                                                                        | Parashos Stogiannidis (GRE)                                                    |
| Lancer du javelot F33 | Roman Musil (CZE)                                                          | Christopher Martin (GBR)                                                                  | Ahmad Makhseed (KUW)                                                           |
| Lancer du javelot F35 | Thierry Cibone (FRA)                                                       | Sergiy Kolos (UKR)                                                                        | Paul Williams (GBR)                                                            |
| Lancer du javelot F37 | Ken Churchill (GBR)                                                        | Kobus Jonker (RSA)                                                                        | Jacek Przebierala (POL)                                                        |
| Lancer du javelot F42 | Jakob Mathiasen (DEN)                                                      | Fanie Lombaard (RSA)                                                                      | Vahab Saalabi (IRN)                                                            |
| Lancer du javelot F44 | John Dowall (NZL)                                                          | Si Lao Ha (CHN)                                                                           | Joerg Frischmann (GER)                                                         |
| Lancer du javelot F46 | Sven Solbrig (GER)                                                         | Dai Chen Wang (CHN)                                                                       | Joerg Schiedek (GER)                                                           |
| Lancer du javelot F52 | David MacCalman (NZL)                                                      | Humaid Hassan Murad Eisa (UAE)                                                            | Ghader Modabber (IRN)                                                          |
| Lancer du javelot F53 | Adrian Paz (MEX)                                                           | Mauro Maximo (MEX)                                                                        | Abdolreza Jokar (IRN)                                                          |
| Lancer du javelot F54 | Avaz Azmoudeh (IRN)                                                        | Gustavo Ariosa (CUB)                                                                      | Rauno Saunavaara (FIN)                                                         |
| Lancer du javelot F55 | Thomas Bradal (DEN)                                                        | Mikael Saleva (FIN)                                                                       | Janez Roskar (SVN)                                                             |
| Lancer du javelot F56 | Rene Nielsen (DEN)                                                         | Josef Stiak (CZE)                                                                         | Joseph Christmas (USA)                                                         |
| Lancer du javelot F57 | Mohammad Reza Mirzaei (IRN)                                                | Rostislav Pohlmann (CZE)                                                                  | Ibrahim Ali (EGY)                                                              |
| Lancer du javelot F58 | Mahmoud Elatar (EGY)                                                       | El Sayed Moussa (EGY)                                                                     | Hany Elbehiry (EGY)                                                            |
| Saut en longueur F11  | Athanasios Barakas (GRE)                                                   | José Manuel Rodríguez (ESP)                                                               | Li Duan (CHN)                                                                  |
| Saut en longueur F12  | Stephane Bozzolo (FRA)                                                     | Igor Gorbenko (UKR)                                                                       | Joerg Trippen-Hilgers (GER)                                                    |
| Saut en longueur F13  | Enrique Cepeda (CUB)                                                       | Ivan Kytsenko (UKR)                                                                       | Armands Lizbovskis (LAT)                                                       |
| Saut en longueur F20  | José Antonio Exposito (ESP)                                                | Wissam Ben Bahri (TUN)                                                                    | Sandor Ponyori (HUN)                                                           |
| Saut en longueur F37  | Farès Hamdi (TUN)                                                          | Jaco Janse van Vuuren (RSA)                                                               | Rene Schramm (GER)                                                             |
| Saut en longueur F42  | Lukas Christen (SUI)                                                       | John Register (USA)                                                                       | Victor Goeransson (SWE)                                                        |
| Saut en longueur F44  | Urs Kolly (SUI)                                                            | Franck Barre (FRA)                                                                        | Roderick Green (USA)                                                           |
| Saut en longueur F46  | Hongwei Zhang (CHN)                                                        | Anton Skachkov (UKR)                                                                      | Yogev Kenzi (ISR)                                                              |
| Lancer du poids F11   | David Casinos (ESP)                                                        | Alfonso Fidalgo (ESP)                                                                     | Willibald Monschein (AUT)                                                      |
| Lancer du poids F12   | Russell Short (AUS)                                                        | Inígo Garcia (ESP)                                                                        | Yury Buchkou (BLR)                                                             |
| Lancer du poids F13   | Hai Tao Sun (CHN)                                                          | Oleksandr Yasynovyy (UKR)                                                                 | Jonathan Ward (GBR)                                                            |
| Lancer du poids F20   | Krzysztof Kaczmarek (POL)                                                  | Mohamed Ali Fatnassi (TUN)                                                                | Murray Goldfinch (AUS)                                                         |
| Lancer du poids F33   | Roman Musil (CZE)                                                          | Evangelos Bakolas (GRE)                                                                   | Ahmad Makhseed (KUW)                                                           |
| Lancer du poids F35   | Thierry Cibone (FRA)                                                       | Kyle Pettey (CAN)                                                                         | Paul Williams (GBR)                                                            |
| Lancer du poids F36   | Wolfgang Dubin (AUT)                                                       | Willem Noorduin (NED)                                                                     | Alex Hermans (BEL)                                                             |
| Lancer du poids F37   | Gert van der Merwe (RSA)                                                   | Franjo Izlakar (SVN)                                                                      | Abbas Mohseni (IRN)                                                            |
| Lancer du poids F42   | Fanie Lombaard (RSA)                                                       | Viktar Khilmonchyk (BLR)                                                                  | Thierry Daubresse (BEL)                                                        |
| Lancer du poids F44   | Lutovico Halagahu (FRA)                                                    | John Dowall (NZL)                                                                         | Joerg Frischmann (GER)                                                         |
| Lancer du poids F52   | Ghader Modabber (IRN)                                                      | Douglas Heir (USA)                                                                        | Aigars Apinis (LAT)                                                            |
| Lancer du poids F53   | Peter Martin (NZL)                                                         | Mauro Maximo (MEX)                                                                        | Husam Azzam (PLE)                                                              |
| Lancer du poids F54   | Mokhtar Nourafshan (IRN)                                                   | Bruce Wallrodt (AUS)                                                                      | Francisco Jesus Mendez (ESP)                                                   |
| Lancer du poids F55   | Stefanos Anargyrou (GRE)                                                   | Martin Němec (CZE)                                                                        | Ulrich Iser (GER)                                                              |
| Lancer du poids F56   | Krzysztof Smorszczewski (POL)                                              | Rene Nielsen (DEN)                                                                        | Gerhard Wies (GER)                                                             |
| Lancer du poids F57   | Michael Louwrens (RSA)                                                     | Maurizio Nalin (ITA)                                                                      | Alexis Pizarro (PUR)                                                           |
| Lancer du poids F58   | Ibrahim Mahmoud Allam (EGY)                                                | Hany Elbehiry (EGY)                                                                       | Majed Al-Mutairi (KUW)                                                         |
| Triple saut F11       | José Manuel Rodríguez (ESP)                                                | Li Duan (CHN)                                                                             | Viktar Zhukouski (BLR)                                                         |
| Triple saut F12       | Wentao Huang (CHN)                                                         | Ruslan Sivitski (BLR)                                                                     | Igor Gorbenko (UKR)                                                            |
| Triple saut F46       | Hongwei Zhang (CHN)                                                        | Anton Skachkov (UKR)                                                                      | Ruben Alvarez (ESP)                                                            |
| Pentathlon P11        | Sergey Sevostianov (RUS)                                                   | Oleksandr Ivanyukhin (UKR)                                                                | Rayk Haucke (GER)                                                              |
| Pentathlon P12        | Miroslaw Pych (POL)                                                        | Stephane Bozzolo (FRA)                                                                    | Vadym Kalmykov (UKR)                                                           |
| Pentathlon P13        | Kurt van Raefelghem (BEL)                                                  | Lee Cox (AUS)                                                                             | Norbert Holik (SVK)                                                            |
| Pentathlon P42        | Fanie Lombaard (RSA)                                                       | Jakob Mathiasen (DEN)                                                                     | Horst Beyer (GER)                                                              |
| Pentathlon P44        | Urs Kolly (SUI)                                                            | Thomas Bourgeois (USA)                                                                    | Don Elgin (AUS)                                                                |
| Pentathlon P53        | David MacCalman (NZL)                                                      | Paolo D'Agostini (ITA)                                                                    | Peter Martin (NZL)                                                             |
| Pentathlon P58        | Ali Ghribi (TUN)                                                           | Robert Balk (USA)                                                                         | Rene Nielsen (DEN)                                                             |

### Femmes

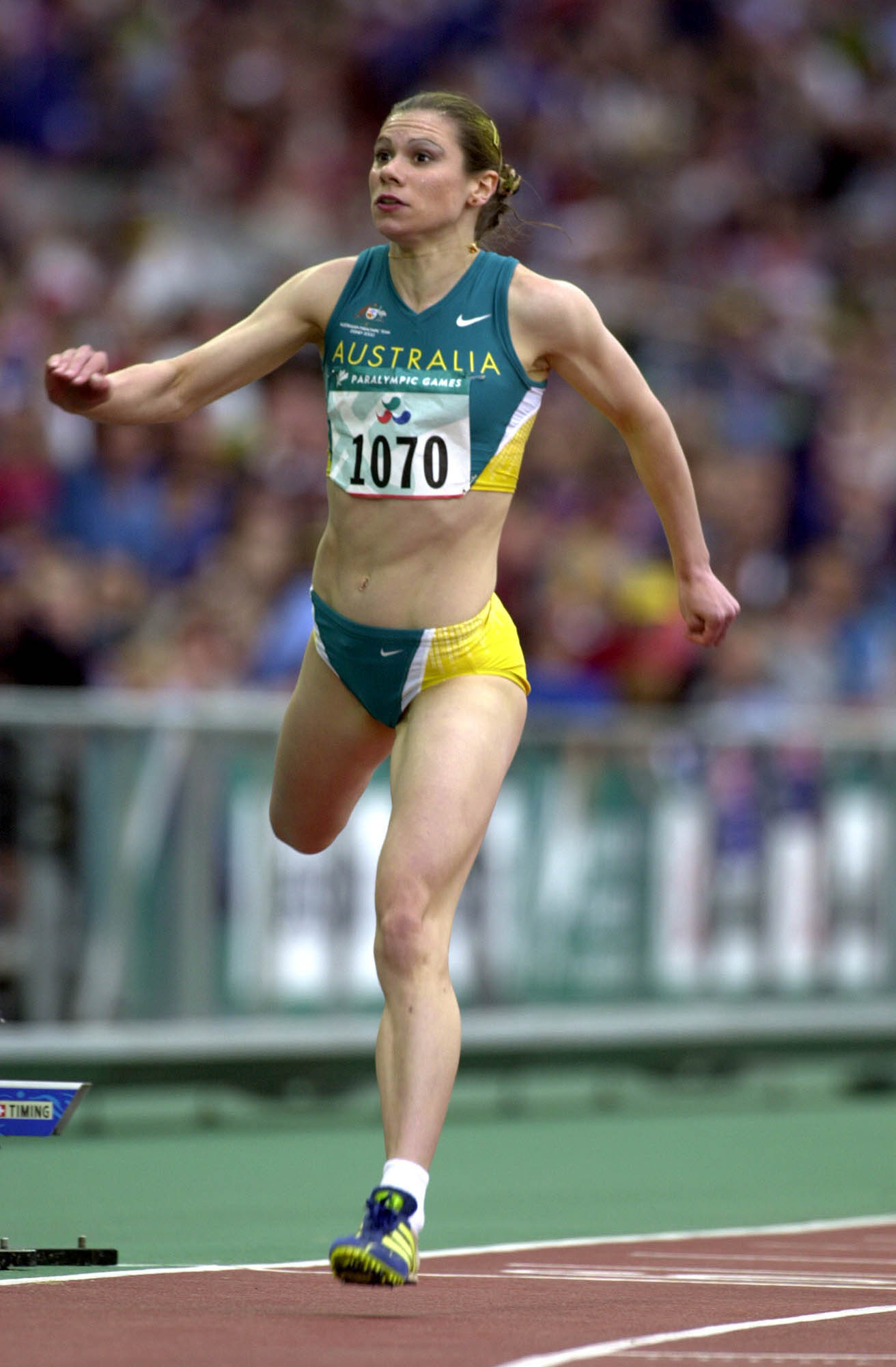
Lisa Llorens médaillée d'argent en finale du 100 m T20

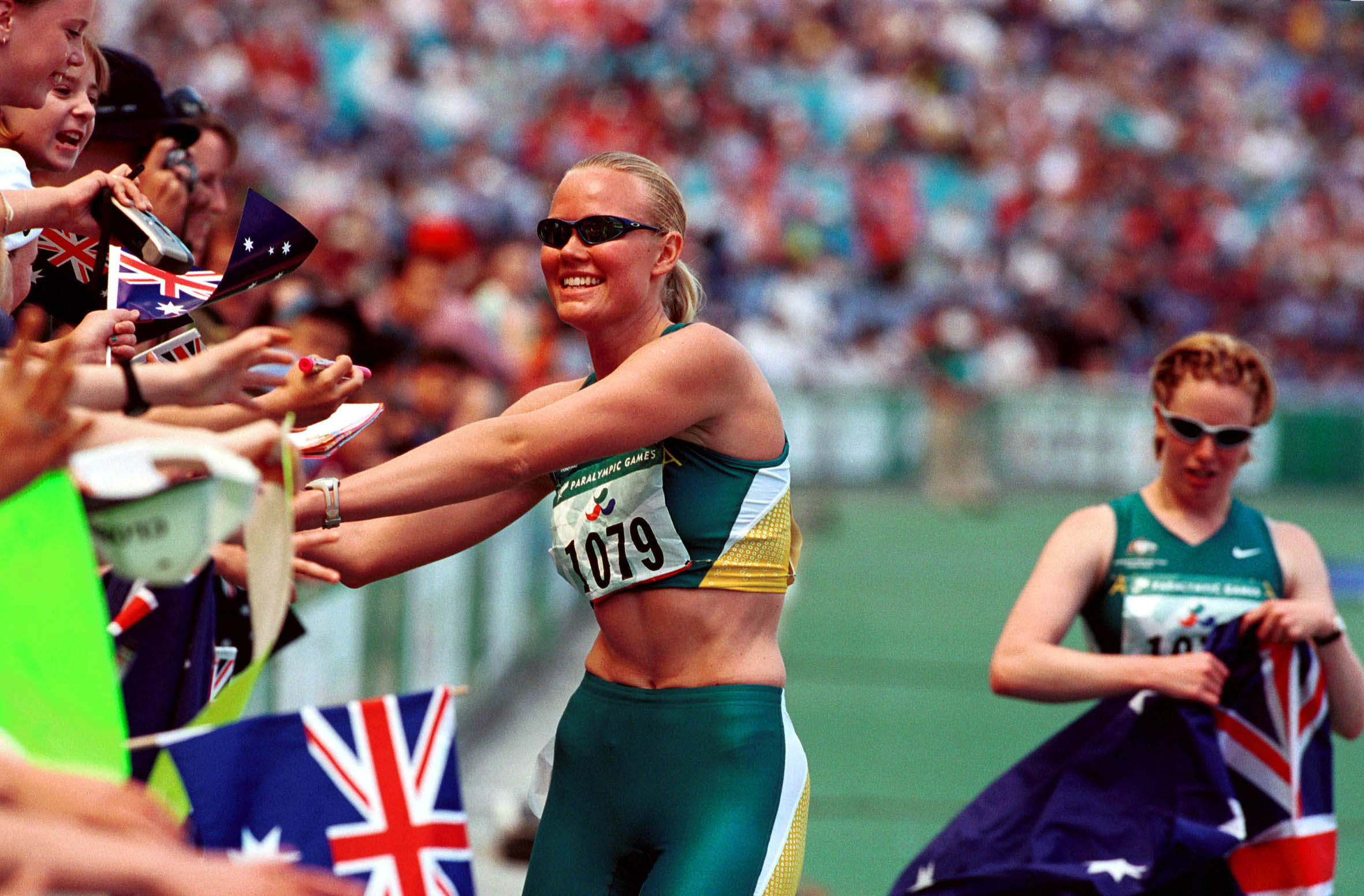
Katrina Webb (à gauche) and Alison Quinn (à droite) célèbrent leurs médailles du 100 m T38.

| Épreuve                  | Or                            | Argent                        | Bronze                     |
| ------------------------ | ----------------------------- | ----------------------------- | -------------------------- |
| 100 m T12                | Ádria Santos (BRA)            | Purificacion Santamarta (ESP) | Beatriz Mendoza (ESP)      |
| 100 m T20                | Malgorzata Kleemann (POL)     | Lisa Llorens (AUS)            | Elisabel Delgado (ARG)     |
| 100 m T34                | Noriko Arai (JPN)             | Rebecca Feldman (AUS)         | Deborah Brennan (GBR)      |
| 100 m T36                | Hazel Robson (GBR)            | Caroline Innes (GBR)          | Chun Lai Yu (HKG)          |
| 100 m T37                | Lisa McIntosh (AUS)           | Isabelle Foerder (GER)        | Evelyne Khatsembula (KEN)  |
| 100 m T38                | Alison Quinn (AUS)            | Katrina Webb (AUS)            | Inna Dyachenko (UKR)       |
| 100 m T44                | Shea Cowart (USA)             | Sabine Wagner (GER)           | Juan Wang (CHN)            |
| 100 m T46                | Amy Winters (AUS)             | Anna Szymul (POL)             | Iryna Leantsiuk (BLR)      |
| 100 m T52                | Ursina Greuter (SUI)          | Lisa Franks (CAN)             | Florence Gossiaux (FRA)    |
| 100 m T53                | Tanni Grey-Thompson (GBR)     | Cheri Blauwet (USA)           | Francesca Porcellato (ITA) |
| 100 m T54                | Cheri Madsen (USA)            | Chantal Petitclerc (CAN)      | Yvonne Sehmisch (GER)      |
| 200 m T11                | Ádria Santos (BRA)            | Maria Ligorio (ITA)           | Tracey Hinton (GBR)        |
| 200 m T12                | Volha Shuliakouskaya (BLR)    | Beatriz Mendoza (ESP)         | Elena Zhdanova (RUS)       |
| 200 m T20                | Lisa Llorens (AUS)            | Sharon Rackham (AUS)          | Tracey Melesko (CAN)       |
| 200 m T34                | Deborah Brennan (GBR)         | Noriko Arai (JPN)             | Rebecca Feldman (AUS)      |
| 200 m T36                | Caroline Innes (GBR)          | Eleni Samaritaki (GRE)        | Chun Lai Yu (HKG)          |
| 200 m T38                | Lisa McIntosh (AUS)           | Alison Quinn (AUS)            | Katrina Webb (AUS)         |
| 200 m T44                | Shea Cowart (USA)             | Sabine Wagner (GER)           | Juan Wang (CHN)            |
| 200 m T46                | Amy Winters (AUS)             | Lioubov Vassilieva (RUS)      | Anna Szymul (POL)          |
| 200 m T52                | Lisa Franks (CAN)             | Teruyo Tanaka (JPN)           | Miki Yoda (JPN)            |
| 200 m T53                | Tanni Grey-Thompson (GBR)     | Madeleine Nordlund (SWE)      | Cheri Blauwet (USA)        |
| 200 m T54                | Chantal Petitclerc (CAN)      | Cheri Madsen (USA)            | Yvonne Sehmisch (GER)      |
| 400 m T11                | Purificación Santamarta (ESP) | Ádria Santos (BRA)            | Tracey Hinton (GBR)        |
| 400 m T34                | Rebecca Feldman (AUS)         | Mary Rice (IRL)               | Caitlin Renneson (CAN)     |
| 400 m T36                | Caroline Innes (GBR)          | Eleni Samaritaki (GRE)        | Chun Lai Yu (HKG)          |
| 400 m T38                | Lisa McIntosh (AUS)           | Katrina Webb (AUS)            | Maria Fernandes (POR)      |
| 400 m T46                | Lioubov Vassilieva (RUS)      | Anna Szymul (POL)             | Amy Winters (AUS)          |
| 400 m T52                | Lisa Franks (CAN)             | Ursina Greuter (SUI)          | Miki Yoda (JPN)            |
| 400 m T53                | Tanni Grey-Thompson (GBR)     | Madeleine Nordlund (SWE)      | Cheri Blauwet (USA)        |
| 400 m T54                | Cheri Madsen (USA)            | Chantal Petitclerc (CAN)      | Sofia Dettmann (SWE)       |
| 800 m T12                | Rima Batalova (RUS)           | Tracey Hinton (GBR)           | Victoria Chernova (RUS)    |
| 800 m T20                | Barbara Bieganowska (POL)     | Arleta Meloch (POL)           | Trish Flavel (AUS)         |
| 800 m T52                | Lisa Franks (CAN)             | Teruyo Tanaka (JPN)           | Ursina Greuter (SUI)       |
| 800 m T53                | Tanni Grey-Thompson (GBR)     | Jessica Galli (USA)           | Cheri Blauwet (USA)        |
| 800 m T54                | Chantal Petitclerc (CAN)      | Louise Sauvage (AUS)          | Ariadne Hernandez (MEX)    |
| 1500 m T12               | Rima Batalova (RUS)           | Claudia Meier (GER)           | Pamela McGonigle (USA)     |
| 1500 m T52               | Lisa Franks (CAN)             | Teruyo Tanaka (JPN)           | Anna Tavano (FRA)          |
| 1500 m T54               | Louise Sauvage (AUS)          | Jean Driscoll (USA)           | Ariadne Hernandez (MEX)    |
| 5000 m T12               | Rima Batalova (RUS)           | Claudia Meier (GER)           | Victoria Chernova (RUS)    |
| 5000 m T54               | Louise Sauvage (AUS)          | Ariadne Hernandez (MEX)       | Jean Driscoll (USA)        |
| Marathon T54             | Jean Driscoll (USA)           | Kazu Hatanaka (JPN)           | Wakako Tsuchida (JPN)      |
| Lancer du disque F12     | Hong Yan Xu (CHN)             | Lisa Banta (USA)              | Jodi Willis-Roberts (AUS)  |
| Lancer du disque F13     | Liudys Masso (CUB)            | Tamara Sivakova (BLR)         | Asya Miller (USA)          |
| Lancer du disque F33-34  | Birgit Pohl (GER)             | Janice Lawton (GBR)           | Tanya Swanepoel (RSA)      |
| Lancer du disque F37     | Christelle Bosker (RSA)       | Vladimira Bujarkova (CZE)     | Jane Mandean (RSA)         |
| Lancer du disque F46     | Hong Ping Wu (CHN)            | Jennifer Barrett (USA)        | Britta Jaenicke (GER)      |
| Lancer du disque F51-54  | Martina Kniezkova (CZE)       | Zanele Situ (RSA)             | Dora Garcia (MEX)          |
| Lancer du disque F58     | Roseane Santos (BRA)          | Khadija Jaballah (TUN)        | Karima Feleifal (EGY)      |
| Saut en hauteur F20      | Lisa Llorens (AUS)            | Kazumi Sakai (JPN)            | Sirly Tiik (EST)           |
| Lancer du javelot F20    | Sirly Tiik (EST)              | Norma Koplick (AUS)           | Susana Echeverria (ESP)    |
| Lancer du javelot F37    | Christelle Bosker (RSA)       | Pauline Latto (GBR)           | Claudia Rut Vignatti (ARG) |
| Lancer du javelot F44    | Juan Yao (CHN)                | Andrea Scherney (AUT)         | Tatiana Mezinova (RUS)     |
| Lancer du javelot F46    | Natalia Goudkova (RUS)        | Hong Ping Wu (CHN)            | Jessica Sachse (GER)       |
| Lancer du javelot F52-54 | Zanele Situ (RSA)             | Martina Kniezkova (CZE)       | Dora Garcia (MEX)          |
| Lancer du javelot F58    | Edith Nzuruike (NGA)          | Mary Nakhumicha Zakayo (KEN)  | Zakia Abdin (EGY)          |
| Saut en longueur F12     | Rosalia Lazaro (ESP)          | Aksana Sivitskaya (BLR)       | Volha Shuliakouskaya (BLR) |
| Saut en longueur F20     | Lisa Llorens (AUS)            | Ka Yan Tsang (HKG)            | Maria Orsos (HUN)          |
| Saut en longueur F46     | Catherine Bader-Bille (GER)   | Iryna Leantsiuk (BLR)         | Haiying Xiao (CHN)         |
| Lancer du poids F12      | Jodi Willis-Roberts (AUS)     | Hong Yan Xu (CHN)             | Siena Christen (GER)       |
| Lancer du poids F20      | Ewa Durska (POL)              | Joanna Gad (POL)              | Sirly Tiik (EST)           |
| Lancer du poids F33-34   | Tiina Ala-Aho (FIN)           | Tanya Swanepoel (RSA)         | Laura Ann Terry (USA)      |
| Lancer du poids F37      | Joanne Bradshaw (AUS)         | Simona Kegel (GER)            | Christelle Bosker (RSA)    |
| Lancer du poids F44      | Michaela Daamen (GER)         | Andrea Scherney (AUT)         | Tatiana Mezinova (RUS)     |
| Lancer du poids F46      | Britta Jaenicke (GER)         | Hong Ping Wu (CHN)            | Jennifer Barrett (USA)     |
| Lancer du poids F52-54   | Sally Reddin (GBR)            | Dora Garcia (MEX)             | Evelyn Schmied (AUT)       |
| Lancer du poids F55      | Marianne Buggenhagen (GER)    | Lynda Holt (AUS)              | Dragica Lapornik (SVN)     |
| Lancer du poids F57      | Ivanka Koleva (BUL)           | Martina Willing (GER)         | Mary Nakhumicha (KEN)      |
| Lancer du poids F58      | Roseane Santos (BRA)          | Khadija Jaballah (TUN)        | Mervat Omar (EGY)          |
| Pentathlon P13           | Olga Semenova (RUS)           | Courtney Knight (CAN)         | Catherine Walsh (IRL)      |